# Hyperreactiviteit
Hyperreactiviteit (ook wel, bronchiale hyperreactiviteit) is in de geneeskunde een toestand waarbij iemand overmatig heftig reageert op prikkels. Deze hyperreactiviteit kan allergisch bepaald zijn, maar noodzakelijk is dit niet. De allergoloog en ook de longarts komen geregeld mensen tegen die heftig op niet-specifieke prikkels als hitte, kou, inspanning, verflucht, alcohol, parfum, baklucht of tabaksrook reageren zonder dat daarbij een immunologisch mechanisme aantoonbaar is.  Bij chronische neusklachten komt het bij veel mensen voor dat ze last hebben van zowel allergie als hyperreactiviteit. Vaak blijft het slijmvlies van de luchtwegen na een doorgemaakte luchtweginfectie enige tijd versterkt reactief.